# Fermentazione acetica
La fermentazione acetica è il processo impiegato per la produzione di aceto, nonché, se non voluta, una componente della fase di degradazione di un alimento. Non è una vera e propria fermentazione, ma un'ossidazione dell'etanolo dovuta a batteri acetici, come i Gluconobacter suboxidans, B. orleanense e B. pasteurianum, microorganismi aerobici che ossidano l'etanolo ad acido acetico sfruttando l'ossigeno.
L'etanolo viene ossidato ad acetaldeide e, infine, ad acido acetico. Gli elettroni vengono catturati da un trasportatore particolare, il PQQ, il quale si riduce a PQQH2. Il PQQH2 si ossida poi a PQQ cedendo gli elettroni alla catena dei trasportatori arrivando all'ossigeno come accettore finale di elettroni. Il processo è messo in atto dai batteri per la produzione di energia sotto forma di ATP.
La fermentazione acetica si può ottenere partendo da un liquido alcolico, generalmente vino, che rispetti determinate condizioni:
- La temperatura deve essere compresa tra i 20 e i 30 °C, la tipica temperatura ambiente estiva.
- Il vino non deve avere un titolo di etanolo maggiore del 15%
- La presenza moderata di ossigeno

Talvolta la fermentazione acetica può essere velocizzata mediante l'utilizzo di vasche verticali dal cui fondo è fatta gorgogliare dell'aria. I batteri, in queste condizioni, operano molto più velocemente.

## Storia
Il primo a determinare il processo di fermentazione acetica fu Lavoisier, che dimostrò che l'acetificazione consiste in un'ossidazione dell'etanolo; nel 1822 Persoon scoprì che l'acetificazione è opera di un microrganismo, da lui chiamato Mycoderma aceti, e la sua teoria, contrastata dal Liebig, fu definitivamente confermata dagli studi di Pasteur sulla fermentazione acetica nel 1862.